# Чемпионат СССР по лыжным гонкам 1982
Лично-командный чемпионат СССР (54-й) (Финал V зимней Спартакиады народов СССР) проводился в Красноярске с 5 по 14 марта 1982 года. Разыграно 8 комплектов медалей в гонках на 15, 30 и 50 км, эстафете 4×10 км (мужчины), в гонках на 5, 10 и 20 км, эстафете 4х5 км (женщины).

## Медалисты

### Мужчины
|                  | Золото                                                                  | Серебро                                                                | Бронза                                                              |
| ---------------- | ----------------------------------------------------------------------- | ---------------------------------------------------------------------- | ------------------------------------------------------------------- |
| Гонка на 15 км   | Бурлаков Юрий «Буревестник» Хабаровск                                   | Беляев Евгений «Динамо» Ленинград                                      | Романов Анатолий Вооружённые Силы Казань                            |
| Гонка на 30 км   | Бурлаков Юрий «Буревестник» Хабаровск                                   | Никитин Владимир Вооружённые Силы Ижевск                               | Зимятов Николай Вооружённые Силы Московская область                 |
| Гонка на 50 км   | Сахнов Владимир Вооружённые Силы Алма-Ата                               | Бакиев Розалин Вооружённые Силы Казань                                 | Полухин Михаил «Урожай» Свердловск                                  |
| Эстафета 4х10 км | РСФСР Никитин Владимир Завьялов Александр Зимятов Николай Бурлаков Юрий | Москва Абысов Алексей Лукьянов Владимир Малкин Виталий Чайко Александр | РСФСР Бородавко Юрий Иванов Анатолий Олюшин Леонид Мазалов Владимир |

### Женщины
|                 | Золото                                                                | Серебро                                                                            | Бронза                                                                    |
| --------------- | --------------------------------------------------------------------- | ---------------------------------------------------------------------------------- | ------------------------------------------------------------------------- |
| Гонка на 5 км   | Амосова Зинаида «Труд» Свердловск                                     | Лядова Любовь Вооружённые Силы Москва                                              | Рыбакова Татьяна «Труд» Пермь                                             |
| Гонка на 10 км  | Кулакова Галина «Труд» Ижевск                                         | Амосова Зинаида «Труд» Свердловск                                                  | Гаврикова(Хворова) Раиса «Динамо» Ленинград                               |
| Гонка на 20 км  | Амосова Зинаида «Труд» Свердловск                                     | Кулакова Галина «Труд» Ижевск                                                      | Першина Татьяна «Труд» Ленинград                                          |
| Эстафета 4х5 км | Москва Суслова Ираида Шамакова Надежда Макарова Евгения Лядова Любовь | РСФСР Саморукова Наталья Степанова Юлия Стремоусова Валентина Спиридонова Алевтина | РСФСР Рыбакова Татьяна Амосова Зинаида Заболотская Любовь Кулакова Галина |

Лично-командный чемпионат СССР (21-й) в лыжной гонке на 70 км среди мужчин проводился в Кандалакше 11 апреля 1982 года.

### Мужчины (70 км)
|                | Золото                                    | Серебро                           | Бронза                                 |
| -------------- | ----------------------------------------- | --------------------------------- | -------------------------------------- |
| Гонка на 70 км | Сергеев Сергей Вооружённые Силы Ленинград | Лукьянов Владимир «Динамо» Москва | Бакиев Розалин Вооружённые Силы Казань |

Лично-командный чемпионат СССР (8-й) в лыжной гонке на 30 км среди женщин проводился в Апатитах Мурманской области 10 апреля 1982 года.

### Женщины (30 км)
|                | Золото                            | Серебро                               | Бронза                                     |
| -------------- | --------------------------------- | ------------------------------------- | ------------------------------------------ |
| Гонка на 30 км | Амосова Зинаида «Труд» Свердловск | Лядова Любовь Вооружённые Силы Москва | Цветкова Ирина «Урожай» Московская область |